# HyeKyung Lee
HyeKyung Lee (Seoel) is een hedendaags Zuid-Koreaans componiste, muziekpedagoge en pianiste. 

## Levensloop
Lee groeide op in Incheon, een havenstad in de buurt van de Zuid-Koreaanse hoofdstad Seoel en begon al heel vroeg het piano te bespelen. Zij studeerde aan de Seoul High School of Arts and Music en later aan de Yonsei Universiteit in Seoel, waar zij in 1983 haar Bachelor of Music in compositie behaalde. In 1986 vertrok zij naar de Verenigde Staten en studeerde aan de Universiteit van Texas in Austin bij onder anderen Karl Korte, Donald Grantham, Russell Pinkston, Dan Welcher en Stephen Montague, waar zij in 1988 haar Master of Music in compositie met haar Strijkkwartet nr. 2 behaalde. Haar studies voltooide zij aan dezelfde universiteit en promoveerde tot Doctor of Musical Arts in 1998 met de proefschrift Piano concerto no. 1 - a descriptive analysis of the first movement. Verdere studies maakte zij in 1995 bij Ladislav Kubik aan het Czech-American Summer Music Institute in Praag als in 1998 bij Bernard Rands aan het Atlantic Center for the Arts. 
Zij was (gast-)docente aan het Oberlin Conservatory of Music in Oberlin, aan de Universiteit van Hawaï in Manoa, aan de Bowling Green State University in Bowling Green en aan de Ohio Wesleyan University in Delaware. Zij was huiscomponist aan de Interlochen Center for the Arts in Interlochen (Michigan), de Universiteit van Florida in Gainesville, Murray State University in Tishomingo en de University of Houston in Houston. Sinds 2006 is zij docente voor compositie, orkestratie, computermuziek, muziektheorie en dirigeren aan de Denison University in Granville. 
Als componiste kreeg zij verschillende prijzen en onderscheidingen, zoals de International Alliance for Women in Music (IAWM)-Nancy Van de Vate Prize in 1997, de American Society of Composers, Authors and Publishers (ASCAP) Award in 1998 en 1999, de Society for Electro-Acoustic Music in the United States (SEAMUS)/(ASCAP) Award in 1998 en de Delius Composition Contest in 1999. Zij werd in 1998 genomineerd voor de American Academy of Arts and Letters Award. Verder ontving zij diverse studiebeurzen, bijvoorbeeld de Burbank Artist Fellowship for the Villa Montalvo Artist Residency Program, de Meet the Composer, Inc. en de MacDowell Colony. In 2012 was zij uitgenodigd om aan het Noorse centrum voor technologie en muziek (NOTAM) te werken. Zij schreef werken voor verschillende genres.

## Composities

### Werken voor orkest
- 2006 Uudulation, voor kamerorkest (of orkest)
- 2007 Awakening, voor orkest
- Gust of Embers, voor strijkorkest en piano - ook in een bewerking voor klarinet, viool en piano

### Werken voor harmonieorkest
- 1996 Concert nr. 1, voor piano en harmonieorkest
- 2002 Concert, voor sopraansaxofoon en harmonieorkest
- 2011 Aspiration, voor harmonieorkest

### Vocale muziek

#### Werken voor koor
- 2010 Qae-si-na ching-ching, voor gemengd koor en slagwerk
- 2011 Ga-go-pa, voor kinderkoor (SSA) en jeugdstrijkorkest

### Kamermuziek
- 1988 Strijkkwartet nr. 2
- 1993 Cafe music, voor viool, cello en piano
- 1993 Sonatina, voor sopraansaxofoon en piano
- 1998 Musique Légère, voor altsaxofoon en piano
- 2000 Frenetic Dream, voor trompet en piano
- 2001 Plymouth Sky, voor klarinet, fagot, altviool, cello en piano
- 2003 Dong-dong, voor saxofoonkwartet
- 2003 Ombres d’eau, voor dwarsfluit en piano
- 2004 Dreaming in Colours, voor fagot en piano
- 2006 Shadowing, voor klarinet en altsaxofoon - er bestaan ook versies voor twee klarinetten of twee saxofoons
- 2007 Spheres, voor strijkkwartet
- 2008 Gust of Embers, voor klarinet, viool en piano
- 2009 Catch, voor dwarsfluit, klarinet, 2 violen, altviool, cello, piano en harp
- 2009 Musique Pétillante, voor klarinet, altsaxofoon, viool en piano vierhandig
- 2011 Romanza, voor viool en piano
- 2011 Two Echoes, voor blaaskwintet
- 2011 Vim, voor dwarsfluit, klarinet, 2 violen, altviool, cello, piano en marimba
- 2012 A-ri-A-rang, voor saxofoonkwartet - ook in een versie voor klarinet- of strijkkwartet
- 2012 Jin-do, voor dwarsfluit, klarinet, viool, cello, piano en marimba
- 2012 Lollygag, voor klarinet en piano
- 2012 Song of the Colours, voor altsaxofoon en piano

### Werken voor piano
- 1995 A Suite for solo piano
- 1997 Opposed Directions
- 2000 Frenetic Dream 2, voor piano vierhandig
- 2001 rev.2011 Dream Play for toy piano
- 2002 GASP
- 2009-2010 Mystic River[2]

### Filmmuziek
- 2013 We Could Be Your Parents

### Elektronische muziek
- 1997 Opposed Directions, voor disklavier en live-elektronica
- 1999 conFUsion/comBUstion, voor piano en bandrecorder
- 2008 MarimBella, voor piano en gefixeerde media
- 2010 Eclypse, voor elektronica (een multimedia dans performance)
- 2013 Opaque, voor klarinet, piano en elektronica
- 2013 Cumulominbus, voor twee basklarinetten en elektronica